# Пезер, Вера
Ве́ра Ро́уз Пе́зер (англ. Vera Rose Pezer; род. 13 января 1939, Мелфорт, Саскачеван) — канадская спортсменка и общественный деятель. Достигла национальной известности в кёрлинге (четырёхкратный чемпионка Канады среди женщин), софтболе (чемпион Канады) и гольфе. Написала несколько книг о спорте.
В 1976 году введена в Зал славы канадского кёрлинга вместе с другими участниками её команды трёхкратных чемпионов Канады.
В 2007—2013 работала ректором Университета Саскачевана, который окончила в 1962 и где, в частности, преподавала как профессор психологии.
Работала в качестве спортивного психолога с канадскими командами по кёрлингу на двух зимних Олимпийских играх.
Выступала также как спортивный телекомментатор на телевизионных трансляциях международных и канадских национальных турниров по кёрлингу (см. en:List of The Sports Network personalities).

## Кёрлинг

### Достижения
- Чемпионат Канады по кёрлингу среди женщин: золото (1969, 1971, 1972, 1973).

### Команды
| Сезон   | Четвёртый   | Третий       | Второй          | Первый          | Турниры |
| ------- | ----------- | ------------ | --------------- | --------------- | ------- |
| 1968–69 | Joyce McKee | Vera Pezer   | Lenore Morrison | Jennifer Falk   | ЧК 1969 |
| 1970–71 | Вера Пезер  | Sheila Rowan | Joyce McKee     | Lenore Morrison | ЧК 1971 |
| 1971–72 | Вера Пезер  | Sheila Rowan | Joyce McKee     | Lenore Morrison | ЧК 1972 |
| 1972–73 | Вера Пезер  | Sheila Rowan | Joyce McKee     | Lenore Morrison | ЧК 1973 |

(скипы выделены полужирным шрифтом)

## Софтбол
Была участницей команды Saskatoon Imperials (Саскатун), ставшей в 1969 чемпионами Канады по софтболу среди женщин. В той же команде играла и Sheila Rowan, подруга Веры Пезер по кёрлинг-команде трёхкратных чемпионов Канады.

## Литератор
Написала книги «Каменный век (или — игра слов — Век Камней): общественная история кёрлинга в прериях» (англ. The Stone Age: A Social History of Curling in the Prairies, 2003) и «Умный кёрлинг: улучшение качества вашей игры путём психологических тренировок» (англ. Smart Curling: Perfect Your Game through Mental Training, 2007).